# سیارک ۵۱۶۹
سیارک ۵۱۶۹ (به انگلیسی: 5169 Duffell، نامگذاری:1986RU2) پنج هزار و صد و شصت و نهمین سیارک کشف شده‌است که در ۶ سپتامبر ۱۹۸۶ کشف شد.
قدر مطلق سیارک برابر ۱۳٫۹۰ است.